# Districtul Rhein-Sieg-Kreis
Rhein-Sieg-Kreis este un district rural (în germană Landkreis/Kreis) în landul Renania de Nord-Westfalia, Germania.